# Orthacris
Orthacris is een geslacht van rechtvleugeligen uit de familie Pyrgomorphidae. De wetenschappelijke naam van dit geslacht is voor het eerst geldig gepubliceerd in 1884 door Ignacio Bolívar.

## Soorten
Het geslacht Orthacris omvat de volgende soorten:
- Orthacris ceylonica Kirby, 1914
- Orthacris comorensis Singh & Kevan, 1965
- Orthacris curvicerca Kevan, 1953
- Orthacris elongata Kevan, 1953
- Orthacris filiformis Bolívar, 1884
- Orthacris gracilis Kevan, 1953
- Orthacris maindroni Bolívar, 1905
- Orthacris major Kevan, 1953
- Orthacris elegans Bolívar, 1902
- Orthacris incongruens Carl, 1916
- Orthacris ramakrishnai Bolívar, 1917
- Orthacris robusta Kevan, 1953
- Orthacris ruficornis Bolívar, 1902